# Мсакен
Мса́кен (араб. مساكن'‎) — город в Тунисе.

## География
Город Мсакен находится в северо-восточной части Туниса, близ побережья Средиземного моря, на территории вилайета Сус, в 12 километрах к югу от города Сус и в 140 километрах к югу от столицы, города Тунис. В переводе название города обозначает «родина», «дом».

## Города-партнёры

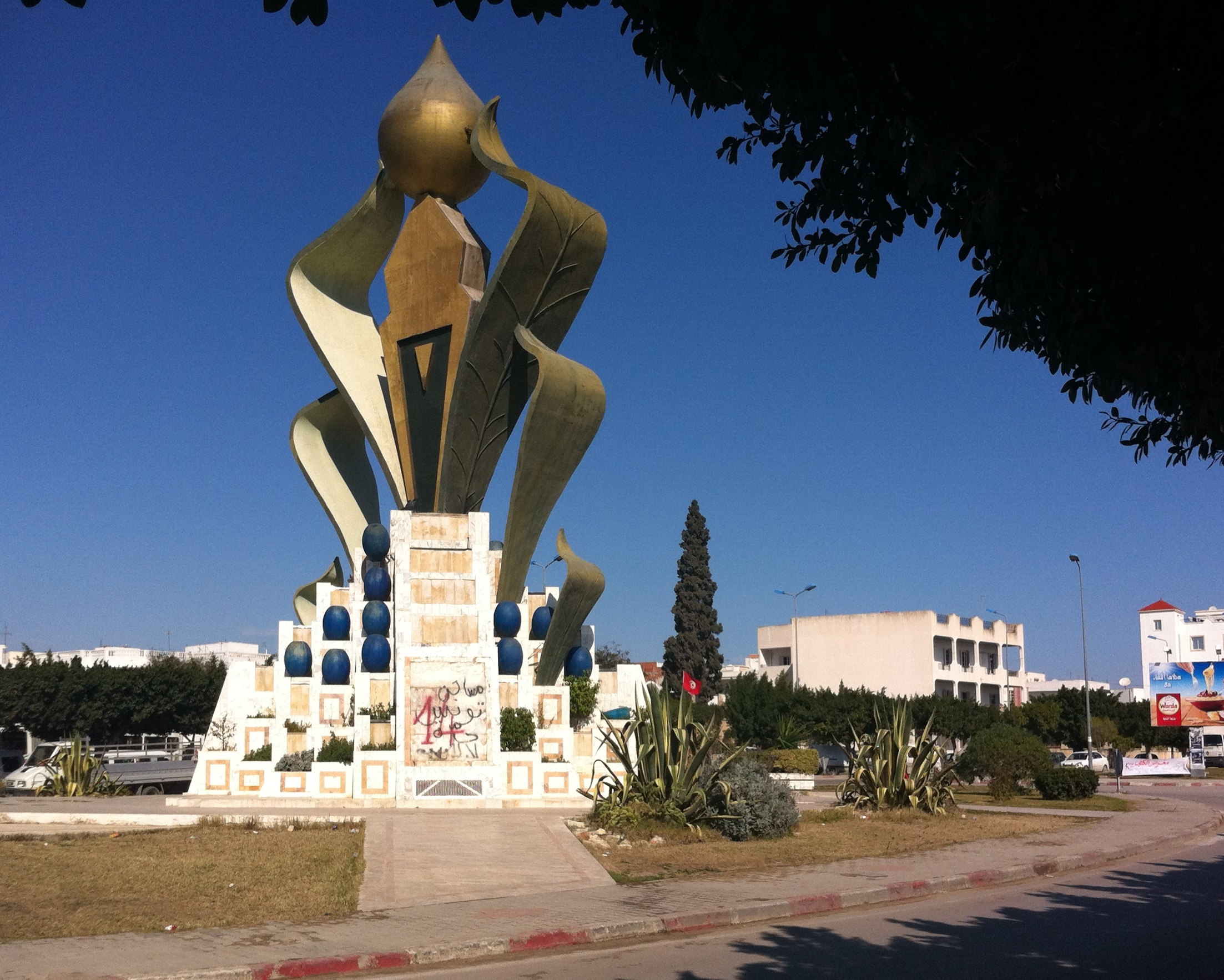
Стела в центре города

- Ронзе